# (1205) Ebella
(1205) Ebella ist ein Asteroid des Hauptgürtels, der am 6. Oktober 1931 vom deutschen Astronomen Karl Wilhelm Reinmuth in Heidelberg entdeckt wurde. 
Der Asteroid ist nach dem deutschen Astronomen Martin Ebell benannt.